# Lijst van rijksmonumenten in Haamstede
De plaats Haamstede telt 35 inschrijvingen in het rijksmonumentenregister. Hieronder een overzicht.
| Object | Oorspronkelijke functie?  | Bouwjaar                                                        | Architect | Locatie                                      | Coördinaten?                  | Nr.?   | Afbeelding |
| --- | ------------------------- | --------------------------------------------------------------- | --------- | -------------------------------------------- | ----------------------------- | ------ | --- |
| De Graanhalm | Industrie- en poldermolen | 1847                                                            |           | Burghseweg 53                                | 51° 41' 37" NB, 3° 44' 17" OL | 38786  | Meer afbeeldingen                                                                                             |
| Gepleisterde boerderij | Boerderij                 | 17e eeuw (oorsprong)                                            |           | Daleboutsweg 4                               | 51° 41' 10" NB, 3° 43' 42" OL | 38787  | Meer afbeeldingen                                                                                             |
| De Bruynvis | Woonhuis                  | ca. 1810                                                        |           | Noordstraat 32                               | 51° 41' 59" NB, 3° 44' 34" OL | 38788  | Meer afbeeldingen                                                                                             |
| Smederij | Industrie                 | ca. 1890                                                        |           | Ring bij 24                                  | 51° 41' 50" NB, 3° 44' 38" OL | 38789  | Smederij |
| Johannes de Doperkerk | Kerk en kerkonderdeel     | eerste kwart 16e eeuw (herbouwd)                                |           | Ring 1                                       | 51° 41' 52" NB, 3° 44' 36" OL | 38790  | Meer afbeeldingen                                                                                             |
| Huis met door lijst afgeknotte ingezwenkte topgevel | Woonhuis                  |                                                                 |           | Ring 10                                      | 51° 41' 53" NB, 3° 44' 38" OL | 38792  | Huis met door lijst afgeknotte ingezwenkte topgevel                                                           |
| Het Anker | Woonhuis                  | 1617                                                            |           | Sluispad 2                                   | 51° 41' 48" NB, 3° 44' 37" OL | 38793  | Het Anker |
| Westerlichttoren | Kust- en oevermarkering   | 1837                                                            |           | Vuurtoren 1                                  | 51° 42' 32" NB, 3° 41' 30" OL | 38794  | Meer afbeeldingen                                                                                             |
| Dienstwoning, bij de vuurtoren behorend | Woonhuis                  | ca. 1840                                                        |           | Vuurtoren 2                                  | 51° 42' 32" NB, 3° 41' 29" OL | 38795  | Upload foto                                                                                                   |
| Dienstwoning, bij de vuurtoren behorend | Woonhuis                  | ca. 1840                                                        |           | Vuurtoren 4                                  | 51° 42' 32" NB, 3° 41' 29" OL | 38796  | Upload foto                                                                                                   |
| Dienstwoning, bij de vuurtoren behorend | Woonhuis                  | ca. 1840                                                        |           | Vuurtoren 6                                  | 51° 42' 33" NB, 3° 41' 30" OL | 38797  | Upload foto                                                                                                   |
| Huis met zadeldak, langsgevel evenwijdig aan de straat. Gepleisterde gevel. Aan de rechterzijde kelder. Stoep                                                   | Woonhuis                  | laatste helft 19e eeuw                                          |           | Weststraat 7                                 | 51° 41' 50" NB, 3° 44' 32" OL | 38798  | Huis met zadeldak, langsgevel evenwijdig aan de straat. Gepleisterde gevel. Aan de rechterzijde kelder. Stoep |
| Bewaerschole | Woonhuis                  | 1873                                                            |           | Weststraat 18                                | 51° 41' 50" NB, 3° 44' 30" OL | 38799  | Meer afbeeldingen                                                                                             |
| Huis onder zadeldak met langsgevel aan de straat. Schuiframen met negen ruiten. Kap 19e-20e eeuw gewijzigd                                                      | Woonhuis                  | 18e eeuw                                                        |           | Weststraat 22                                | 51° 41' 50" NB, 3° 44' 30" OL | 38800  | Huis onder zadeldak met langsgevel aan de straat. Schuiframen met negen ruiten. Kap 19e-20e eeuw gewijzigd    |
| Huis onder zadeldak met langsgevel evenwijdig aan de straat. Schuiframen met negen ruiten                                                                       | Woonhuis                  | 18e eeuw                                                        |           | Weststraat 24                                | 51° 41' 50" NB, 3° 44' 30" OL | 38801  | Huis onder zadeldak met langsgevel evenwijdig aan de straat. Schuiframen met negen ruiten                     |
| Huis onder zadeldak met langsgevel aan de straat. Schuiframen met negen ruiten                                                                                  | Woonhuis                  | 18e eeuw                                                        |           | Weststraat 26                                | 51° 41' 50" NB, 3° 44' 29" OL | 38802  | Huis onder zadeldak met langsgevel aan de straat. Schuiframen met negen ruiten                                |
| Herenhuis | Woonhuis                  | 18e eeuw                                                        |           | Weststraat 32                                | 51° 41' 48" NB, 3° 44' 26" OL | 38803  | Herenhuis |
| De Brouwerij | Bierbrouwerij             | 17e eeuw                                                        |           | Weststraat 34                                | 51° 41' 48" NB, 3° 44' 26" OL | 38804  | Meer afbeeldingen                                                                                             |
| Huis met door lijst ingekorte gepleisterde topgevel | Woonhuis                  | 18e eeuw                                                        |           | Zuidstraat 4                                 | 51° 41' 50" NB, 3° 44' 35" OL | 38805  | Huis met door lijst ingekorte gepleisterde topgevel                                                           |
| Dwarshuisje van goede kwaliteit | Woonhuis                  | 1818                                                            |           | Zuidstraat 6                                 | 51° 41' 50" NB, 3° 44' 36" OL | 38806  | Dwarshuisje van goede kwaliteit                                                                               |
| Plompe Toren | Kerk en kerkonderdeel     | na 1468                                                         |           | Koudekerkseweg 12 (Koudekerke)               | 51° 41' 0" NB, 3° 46' 31" OL  | 38807  | Meer afbeeldingen                                                                                             |
| Karolingische burcht | Archeologisch monument    | 9e-10e eeuw                                                     |           | Het Hoge Burgh,                              | 51° 41' 25" NB, 3° 44' 8" OL  | 46167  | Karolingische burcht                                                                                          |
| Karolingische burcht | Archeologisch monument    |                                                                 |           | Het Hoge Burgh                               | 51° 41' 24" NB, 3° 44' 8" OL  | 46168  | Meer afbeeldingen                                                                                             |
| Terrein waarin overblijfselen van het in 1569 opgeheven en daarna afgebroken Dominicanessenklooster Leliendaal                                                  | Archeologisch monument    |                                                                 |           | Leliendale                                   | 51° 41' 28" NB, 3° 44' 20" OL | 46169  | Upload foto                                                                                                   |
| Terrein waarin nederzettingssporen | Archeologisch monument    | Neolithicum, Bronstijd, IJzertijd/Romeinse tijd en Middeleeuwen |           | Westeren Ban van                             | 51° 41' 21" NB, 3° 41' 50" OL | 46170  | Upload foto                                                                                                   |
| Bunker (Type FL5), voornamelijk bestaand uit beton, gebouwd in opdracht van de Duitse Luchtmacht en gelegen in de duinen ten zuiden van het vliegveld Haamstede | Kazemat                   | ca. 1941                                                        |           | Bunker ten zuiden Adriaan van der Weydeweg 6 | 51° 41' 42" NB, 3° 43' 7" OL  | 496682 | Upload foto                                                                                                   |
| Bunker (Type FL4), voornamelijk bestaand uit beton, gebouwd in opdracht van de Duitse Luchtmacht en gelegen in de duinen ten zuiden van het vliegveld Haamstede | Kazemat                   | ca. 1941                                                        |           | Bunker ten zuiden Adriaan van der Weydeweg 6 | 51° 41' 42" NB, 3° 43' 7" OL  | 496688 | Upload foto                                                                                                   |
| Slot Haamstede: kasteel | Kasteel, buitenplaats     | 13e eeuw (oorsprong)                                            |           | Ring 2                                       | 51° 41' 56" NB, 3° 44' 30" OL | 515605 | Meer afbeeldingen                                                                                             |
| Slot Haamstede: parkaanleg bestaande uit kasteeleiland, voorplein, eikenlaan, wandelbos en ezelwei                                                              | Tuin, park en plantsoen   |                                                                 |           | Ring bij 2                                   | 51° 41' 53" NB, 3° 44' 17" OL | 515617 | Slot Haamstede: parkaanleg bestaande uit kasteeleiland, voorplein, eikenlaan, wandelbos en ezelwei            |
| Slot Haamstede: ruïne en keermuur | Tuin, park en plantsoen   | 13e eeuw                                                        |           | Ring bij 2                                   | 51° 41' 52" NB, 3° 44' 30" OL | 515618 | Slot Haamstede: ruïne en keermuur                                                                             |
| Slot Haamstede: koetshuis | Bijgebouwen kastelen enz. | eerste kwart 20e eeuw                                           |           | Ring bij 2                                   | 51° 41' 52" NB, 3° 44' 30" OL | 515619 | Slot Haamstede: koetshuis                                                                                     |
| Slot Haamstede: brug met poort | Kasteel, buitenplaats     | eerste kwart 17e eeuw (oorsprong)                               |           | Ring bij 2                                   | 51° 41' 52" NB, 3° 44' 30" OL | 515620 | Slot Haamstede: brug met poort                                                                                |
| Slot Haamstede: inrij en keermuur | Tuin, park en plantsoen   | 18e eeuw                                                        |           | Ring bij 2                                   | 51° 41' 56" NB, 3° 44' 30" OL | 515621 | Slot Haamstede: inrij en keermuur                                                                             |
| Slot Haamstede: hek | Tuin, park en plantsoen   | tweede kwart 20e eeuw                                           |           | Ring bij 2                                   | 51° 41' 53" NB, 3° 44' 15" OL | 515622 | Upload foto                                                                                                   |
| Slot Haamstede: tuinsieraden | Tuin, park en plantsoen   | 17e/18e/19e eeuw                                                |           | Ring bij 2                                   | 51° 41' 56" NB, 3° 44' 30" OL | 515623 | Meer afbeeldingen                                                                                             |